# Letheobia stejnegeri
Letheobia stejnegeri — вид змій родини сліпунів (Typhlopidae). Мешкає в Центральній Африці. Вид названий на честь американського герпетолога Леонарда Штейнеґера.

## Поширення і екологія
Letheobia stejnegeri мешкають на півдні і заході Демократичної Республіки Конго та на півдні Республіки Конго. Вони живуть в саванах і лісосаванах, на висоті від 700 до 800 м над рівнем моря.